# Carlos Tiny
Carlos Tiny is een Santomees politicus. Hij was onder meer actief als minister van Volksgezondheid en minister van Buitenlandse Zaken.
Bij de presidentsverkiezingen van 2001 werd Tiny derde achter Fradique de Menezes. In 2008 werd hij minister van Buitenlandse Zaken, een functie die hij in 2010 moest overdragen aan Manuel Salvador dos Ramos.
Tiny is lid van de Beweging voor de Bevrijding van Sao Tomé en Principe-Sociaaldemocratische Partij (MLSTP-PSD).
Miguel Trovoada (1975) · Leonel Mário d'Alva (1975–1978) · Maria do Nascimento da Graça Amorim (1978–1986) · Fradique de Menezes (1986–1987) · Guilherme Posser da Costa (1987–1988) · Carlos Graça (1988–1990) · Guilherme Posser da Costa (1990–1991) · Alda Bandeira (1991–1993) · Albertino Bragança (1993–1994) · Guilherme Posser da Costa (1994–1996) · Homero Jeronimo Salvaterra (1996–1999) · Alberto Paulino (1999) · Paulo Jorge Espirito Santo (1999–2000) · Joaquim Rafael Branco (2000–2001) · Patrice Trovoada (2001–2002) · Mateus Meira Rita (2002) · Alda Bandeira (2002) · Mateus Meira Rita (2002–2004) · Óscar Sousa (2004) · Ovídio Manuel Barbosa Pequeno (2004–2006) · Óscar Sousa (2006) · Carlos Gustavo dos Anjos (2006–2007) · Ovídio Manuel Barbosa Pequeno (2007–2008) · Carlos Tiny (2008–2010) · Manuel Salvador dos Ramos (2010–2012) · Natália Pedro da Costa Umbelina Neto (2012–2014) · Manuel Salvador dos Ramos (2014–2016) · Urbino Botelho (2016–2018) · Elsa Pinto (2018–2020) · Edite Ten Jua (2020–heden)